# المحمية الطبيعية غوديفيل
المحمية الطبيعية غوديفيل هي محمية طبيعية فرنسية تأسست سنة 1975 وهي تحمي 24 هكتارا من المستنقعات. وهي توجد في مدينة غودفيل بجهة أوفيرني.